# Вальгаузен (Саксонія-Ангальт)
Вальгаузен (нім. Wallhausen) — громада в Німеччині, розташована в землі Саксонія-Ангальт. Входить до складу району Мансфельд-Зюдгарц. Складова частина об'єднання громад Гольдене-Ауе.
Площа — 35,34 км2. Населення становить 2398 ос. (станом на 31 грудня 2021).

## Галерея

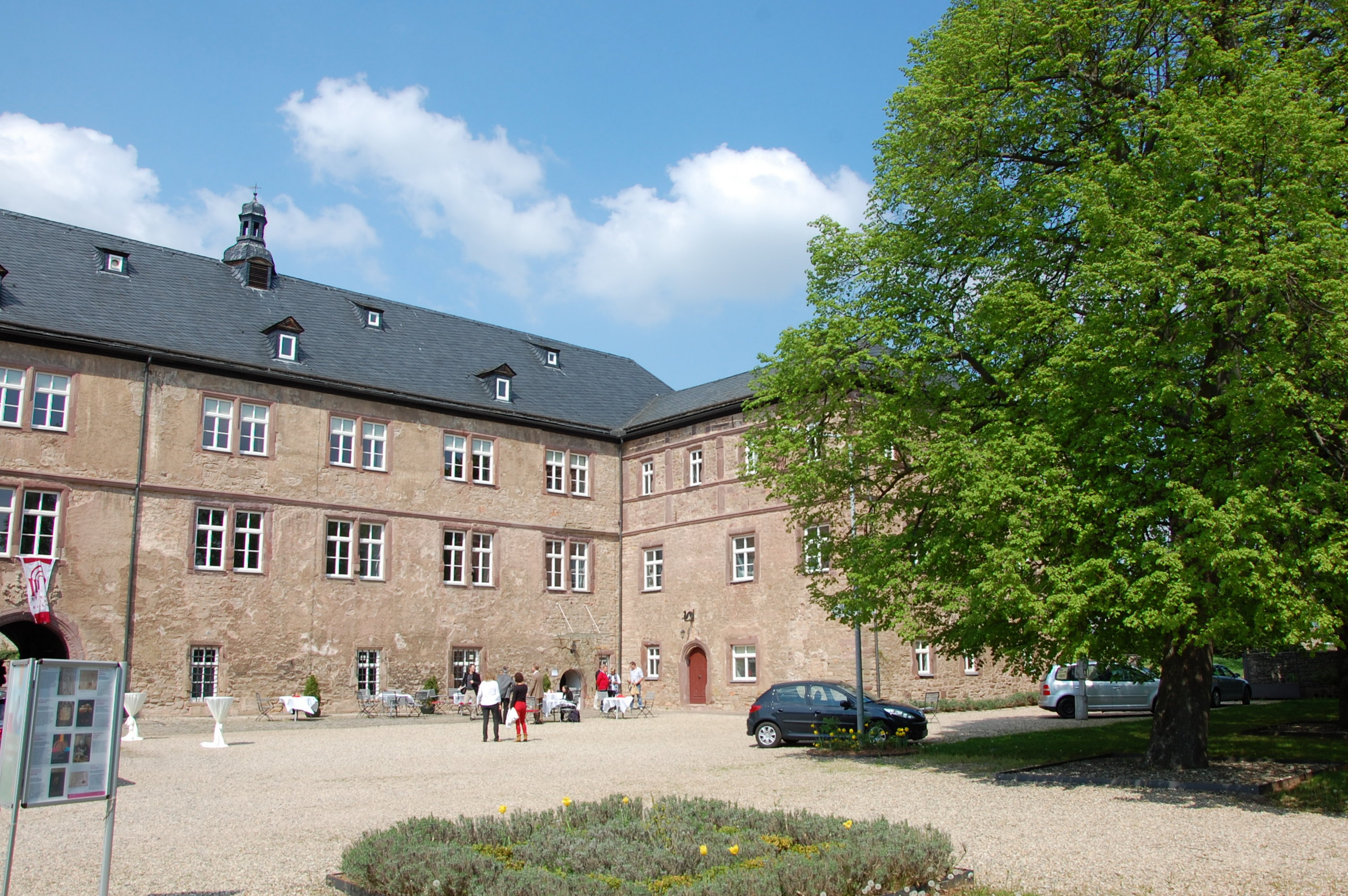
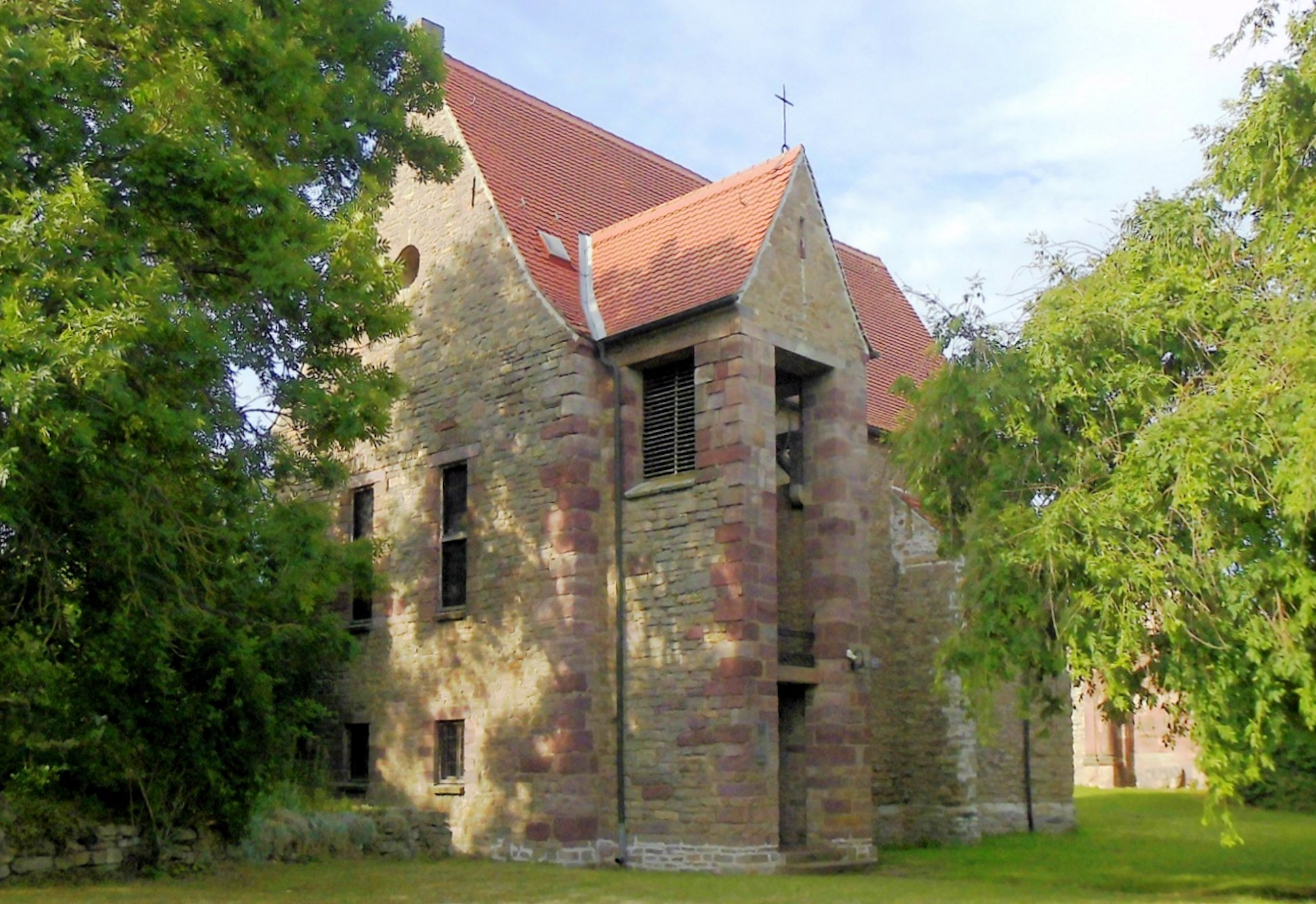